# Altoona (Florida)
Altoona ist ein census-designated place (CDP)  im Lake County im US-Bundesstaat Florida. Das U.S. Census Bureau hat bei der Volkszählung 2020 eine Einwohnerzahl von 98 ermittelt.

## Geographie
Altoona grenzt im Süden an die Stadt Umatilla und wird von der Florida State Road 19 durchquert. Der CDP liegt rund 20 km nördlich von Tavares sowie etwa 60 km nördlich von Orlando.

## Demographische Daten
Laut der Volkszählung 2010 verteilten sich die damaligen 89 Einwohner auf 48 Haushalte. Die Bevölkerungsdichte lag bei 74,2 Einw./km². 98,9 % der Bevölkerung bezeichneten sich als Weiße und 1,1 % als Asian Americans. 1,1 % der Bevölkerung bestand aus Hispanics oder Latinos.
Im Jahr 2010 lebten in 26,8 % aller Haushalte Kinder unter 18 Jahren sowie 41,5 % aller Haushalte Personen mit mindestens 65 Jahren. 48,8 % der Haushalte waren Familienhaushalte (bestehend aus verheirateten Paaren mit oder ohne Nachkommen bzw. einem Elternteil mit Nachkomme). Die durchschnittliche Größe eines Haushalts lag bei 2,17 Personen und die durchschnittliche Familiengröße bei 3,15 Personen.
21,3 % der Bevölkerung waren jünger als 20 Jahre, 19,1 % waren 20 bis 39 Jahre alt, 31,5 % waren 40 bis 59 Jahre alt und 28,0 % waren mindestens 60 Jahre alt. Das mittlere Alter betrug 48 Jahre. 55,1 % der Bevölkerung waren männlich und 44,9 % weiblich.
Das durchschnittliche Jahreseinkommen lag bei 43.724 $, dabei lebte niemand unter der Armutsgrenze.
Im Jahr 2000 war Englisch die Muttersprache von 100 % der Bevölkerung.